# Benátští vyslanci v Praze za doby Rudolfa II.
V roce 1583 císař Rudolf II. přesídlil natrvalo do Prahy a s ním se přistěhoval nejen celý jeho dvůr, ale i vyslanci předních evropských států. Vyslanci Benátské republiky (Serenissimy) byli o to významnější, že představovali důležitého spojence ve válce s Osmanskou říší, zároveň však byli konkurenti ve snaze získat rozhodující vliv v severním Jadranu.

## Seznam benátských vyslanců v Praze u dvora Rudolfa II.
| Jméno                | Poznámka | začátek diplomat. mise | konec diplomat. mise |
| -------------------- | -------- | ---------------------- | -------------------- |
| Hieronimo Lippomano  |          | 1584                   |                      |
| Mattio Zane          |          | 1584                   | 1587                 |
| Vincenzo Gradenigo   |          | 1587                   | 1588                 |
| Giovanni Dolfin      |          | 1590                   | 1593                 |
| Tommaso Contarini    |          | 1593                   | 1596                 |
| Francesco Vendramin  |          | 1596                   | 1599                 |
| Piero Duodo          |          | 1599                   | 1602                 |
| Giacomo Vendramin    | sekretář | 1602                   | 1603                 |
| Francesco Soranzo    |          | 1603                   | 1607                 |
| Marin di Cavalli     |          | 1607                   | 1609                 |
| Francesco Priuli     |          | 1609                   | 1610                 |
| Marc'Antonio Padavin | sekretář | 1610                   | 1611                 |
| Girolamo Soranzo     |          | 1611                   | 1614                 |
| Giorgio Giustinian   |          | 1614                   | 1618                 |